# Медведь Йоги (фильм)
«Медведь Йоги» (англ. Yogi Bear) — американский кинофильм (Live Action/CGI), экранизация мультсериала о Мишке Йоги. Содержит компьютерных главных персонажей.

## Сюжет
Медведь Йоги и Бу-Бу в очередной раз пытаются украсть корзинку с едой. Приехал рейнджер Смит и сказал, что так не годится. В это время в парк приезжает мэр близлежащего города (кандидат в губернаторы), и угрожает закрыть парк, так как он приносит одни убытки. Также в парк прибывает Рэйчел (Анна Фэрис) которая снимает документальный фильм о Йоги с помощью микрокамеры, уместившейся в узле галстука-бабочки, которую носит Бу-Бу. Спасти парк от закрытия может или чудо или какой-то праздник, с помощью которого рейнджеры надеются собрать сумму, которая сможет погасить долг. Но Йоги (не по злому умыслу, а как всегда случайно) всё портит. Парк закрывают. Вырубают деревья для пресс-конференции мэра.
В это время Рэйчел замечает на записи в камере черепаху вымирающего вида, которая живёт у Бу-Бу. Получается, что парк охраняется по закону и это охраняемая законом территория. Об этом сообщают мэру, и он просит своих людей найти черепаху и спрятать её, чтобы никто не узнал. Черепаху нашли и засунули в корзинку. Медведь Йоги и Бу-Бу крадут корзинку и едут к мэру. Он говорит, что ему нет дела до черепахи и до законов. Это всё записывается на камеру Бу-Бу. Черепаху отбирают и уезжают, но она сбегает. А во время пресс-конференции рейнджер Смит вставляет запись, на которой мэр говорит, что «ему нет дела до законов». Мэр говорит, что это подстроено, но именно в этот момент к нему подползает черепаха. Парк снова открывают.

## В ролях
- Дэн Эйкройд — Йоги, медведь (голос)
- Джастин Тимберлэйк — Бу-Бу, племянник Йоги (голос)
- Том Кавана — Френсис Джон Смит, старший рейнджер парка
- Анна Фэрис — Рэйчел
- ТиДжей Миллер — Джонс, рейнджер парка
- Натан Кордри — начальник штаба
- Эндрю Дэйли — мэр Браун
- Джош Роберт Томпсон — рассказчик (голос)
- Дэвид Стотт — Мэр Тэйлор
- Грег Джонсон — покупатель
- Изабелла Акрес — озвучивание второстепенных анимированных персонажей
- Кирк Бэйли — озвучивание второстепенных анимированных персонажей

## Премьерный показ в разных странах
- США — 11 декабря 2010 (только в Вествуде, штат Калифорния); 17 декабря 2010 (остальная страна)
- Аргентина, Австрия, Германия, Сингапур, Швейцария (в немецко-говорящих регионах) — 23 декабря 2010
- Австралия — 26 декабря 2010
- Россия — 30 декабря 2010[4]
- Украина — 6 января 2011
- Египет — 12 января 2011
- Новая Зеландия — 13 января 2011
- Греция — 27 января 2011
- Финляндия, Швеция, Венесуэла — 28 января 2011
- Малайзия, Словения — 3 февраля 2011
- Бразилия, Испания — 4 февраля 2011
- Бельгия, Швейцария (во франко-говорящих регионах) — 9 февраля 2011
- Дания — 10 февраля 2011
- Великобритания — 11 февраля 2011
- Нидерланды — 16 февраля 2011
- Исландия — 18 февраля 2011
- Португалия — 3 марта 2011